# Sikorsky S-92
Sikorsky S-92 är en medeltung transporthelikopter som används både av militära samt civila operatörer och tillverkas av Sikorsky. S-92 är en vidareutveckling av S-70, där själva flygkroppen är nyutveckling medan stora delar av de dynamiska komponenterna (rotorsystem/drivlina) är samma.

## Källhänvisningar